# West-Graftdijk

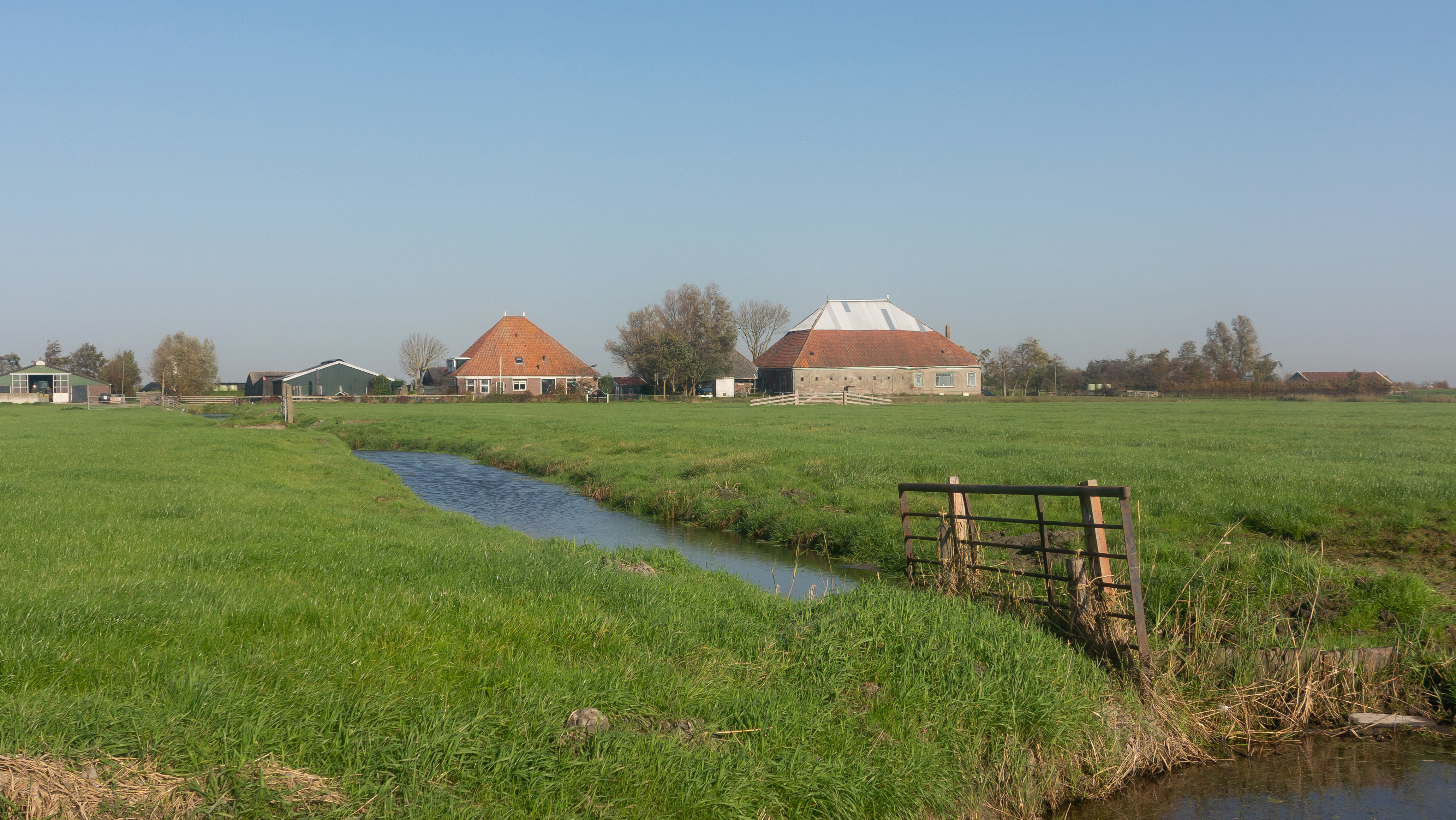
Les fermes sur le Dwarsweg et Ringdijk

West-Graftdijk est un village de la province de Hollande-Septentrionale aux Pays-Bas. Elle fait partie de la commune de Alkmaar.
Le village de West-Graftdijk a une population de 583 habitants (2001). La population du district statistique (village et campagne environnante) de West-Graftdijk est de 720 habitants environ (2005).